# 七会村 (茨城県新治郡)
七会村（ななえむら）は、茨城県新治郡にあった村。

## 地理
- 現在のかすみがうら市の西部、旧千代田町の南部に位置する。
- 村域の西部は筑波山地の一部に位置し山がちな地形で、東部は台地と平地が入り組む谷戸が多い地形になっている。

## 歴史
村名は七つの村が合併したため七会村となった。

### 沿革
- 1889年（明治22年）4月1日 - 町村制施行に伴い中佐谷村，下佐谷村，上佐谷村，上稲吉村，下稲吉村，雪入村，山本村の七村が合併して新治郡七会村が成立。
- 1954年（昭和29年）3月20日 - 新治村，志筑村と合併して千代田村となる。

変遷表
| 1868年 以前 | 1868年 以前 | 明治22年 4月1日 | 昭和29年 3月20日 | 平成4年 1月1日 | 平成17年 3月28日 | 現在           |
| ----------- | ----------- | --------------- | ---------------- | -------------- | ---------------- | -------------- |
|             | 上稲吉村    | 七会村          | 千代田村         | 町制           | かすみがうら市   | かすみがうら市 |
|             | 下稲吉村    | 七会村          | 千代田村         | 町制           | かすみがうら市   | かすみがうら市 |
|             | 上佐谷村    | 七会村          | 千代田村         | 町制           | かすみがうら市   | かすみがうら市 |
|             | 中佐谷村    | 七会村          | 千代田村         | 町制           | かすみがうら市   | かすみがうら市 |
|             | 下佐谷村    | 七会村          | 千代田村         | 町制           | かすみがうら市   | かすみがうら市 |
|             | 雪入村      | 七会村          | 千代田村         | 町制           | かすみがうら市   | かすみがうら市 |
|             | 山本村      | 七会村          | 千代田村         | 町制           | かすみがうら市   | かすみがうら市 |

## 大字
- 上稲吉（かみいなよし）
- 下稲吉（しもいなよし）
- 上佐谷（かみさや）
- 中佐谷（なかさや）
- 下佐谷（しもさや）
- 雪入（ゆきいり）
- 山本（やまもと）

## 人口・世帯

### 人口
総数 [単位： 人]
| 1891年（明治24年） | 2,950 |
| 1920年（大正 9年） | 3,652 |
| 1935年（昭和10年） | 4,059 |
| 1950年（昭和25年） | 5,840 |

### 世帯
総数 [単位： 世帯]
| 1920年（大正 9年） | 764   |
| 1935年（昭和10年） | 757   |
| 1950年（昭和25年） | 1,034 |

## 交通

### 鉄道
- 日本国有鉄道（ → 東日本旅客鉄道）
  - ■ 常磐線
    - 神立駅

※神立駅の所在地は旧上大津村である。

### 道路
- 一級国道
  - 国道6号（水戸街道）